# Ruth Mehl
Ruth Mehl (Córdoba, 1932; 18 de mayo de 2010) fue una escritora de libros infantiles y periodista argentina.
Entre sus libros se destaca Miniplaneta en peligro y fue autora además de "Con este sí, con este no", un libro-catálogo que contiene más de 500 fichas de obras de la literatura infantil argentina. Prologó el libro "Teatro, títeres y pantomima" de Sarah Bianchi. En marzo del 2007 recibió un premio de ATINA (Asociación de teatristas independientes para niños y adolescentes), por su labor en la difusión del teatro para niños.
Como periodista se desempeñó en el diario "La Nación", donde realizó notas y críticas sobre teatro para niños desde 1978 hasta su fallecimiento.

## Obras
- "El sobreviviente"[6]
- "Teatro para niños: Reflexiones y apuntes sobre el género"[7]
- "La pelota de colores"[8]